# Toshihiro Yamaguchi
Toshihiro Yamaguchi (山口 敏弘 Yamaguchi Toshihiro?,  nacido el 19 de noviembre de 1971 en Kumamoto) es un exfutbolista japonés que se desempeñaba como centrocampista.
Yamaguchi jugó 4 veces para la selección de fútbol de Japón entre 1994 y 1995. Yamaguchi fue elegido para integrar la selección nacional de Japón para los Copa FIFA Confederaciones 1995.

## Trayectoria

### Clubes
| Club                | País  | Año         |
| ------------------- | ----- | ----------- |
| Gamba Osaka         | Japón | 1993 - 1996 |
| Kyoto Purple Sanga  | Japón | 1996 - 1997 |
| Sanfrecce Hiroshima | Japón | 1998 - 2000 |

### Selección nacional
| Selección | País  | Año         |
| --------- | ----- | ----------- |
| Absoluta  | Japón | 1994 - 1995 |

## Estadística de equipo nacional
| Selección de Japón | Selección de Japón | Selección de Japón |
| Año                | Part.              | Goles              |
| ------------------ | ------------------ | ------------------ |
| 1994               | 2                  | 0                  |
| 1995               | 2                  | 0                  |
| Total              | 4                  | 0                  |